# Ley universitaria de 1954
La ley universitaria n.º 14 297 fue una legislación argentina promulgada en 1954 durante el segundo gobierno de Juan Domingo Perón que regulaba la educación superior. La ley surge por la necesidad de adaptar la ley universitaria de 1947 a los cambios que introdujo la Constitución Nacional de 1949.
Fue sancionada el 18 de diciembre de 1953 y promulgada el 11 de enero de 1954; fue publicada en el Boletín Oficial de la República Argentina (BORA) el 18 de enero de 1954.
Fue derogada por el golpe militar de la Revolución Libertadora en 1955.

## Contenido
Los principales cambios que introduce son:
- Afirmó la gratuidad de la universidad que había sido dispuesta por el Decreto 29.337/49
- Definió la misión de las universidad nacionales como "eminentemente humanista y de solidaridad social"
- Definió la extensión universitaria
- Permitió la participación directa de los estudiantes, otorgándoles el derecho al voto